# Sanco
Sanco est le nom d'une entreprise française d'informatique, issue de l'alliance entre Sanyo France et Cofélec,. Active de 1974 à 1988, la société fabriquait et distribuait des ordinateurs.
Au début des années 1970, la société française Sanyo France Calculatrices Électroniques (SFCE), qui distribua des calculatrices électroniques Sanyo jusqu'en 2008, s'allie au Français Cofélec, une filiale informatique de Thomson fondée par l'ingénieur Jean Robieux et spécialisée dans les mémoires à tores de ferrite. L'association San (Sanyo France) Co (Cofélec) commercialise son premier ordinateur en 1974, le Sanco 5000, sous l'apparence d'une facturière. Mais dès 1976 la Cofélec doit abandonner son activité, obligeant SFCE à s'orienter vers un nouveau partenaire, la jeune entreprise japonaise Logic System International (LSI), pour développer des ordinateurs professionnels de bureautique. De cette nouvelle alliance émergera le Sanco 6000, suivi d'une longue série jusqu'en 1988. Les ordinateurs Sanco se vendirent aussi à l'étranger sous les marques Memory System, Auddiec, Ibex, ITT Scanips et NCR.
SFCE, fondée en 1971 par Jakob Skopicki et Au Truong Thanh, sera aussi connue pour ses systèmes d'exploitation Bridos (1983) et San-Lan (1988), et ses systèmes de gestion électronique de documents. Les machines Sanco seront commercialisées par Sanyo France. 

## Produits
- Sanco 5000 (1974-1976)

Animé du processeur Intel 8008, et d'une mémoire de 1 kilooctet extensible à 2 ko, l'ordinateur se présentait comme une sorte de calculatrice à facturation, ou facturière, de la taille d'une machine à écrire, en livrée beige et brune avec des touches bleues. Le programme entré au clavier s'enregistrait sur bande magnétique. Les entrées défilaient sur un petit afficheur, les sorties s'imprimaient sur une Triumph-Adler ou une IBM placée à côté.
- Sanco 6000 (1976)

Présenté sous forme d'une table, l'ordinateur intégrait une énorme imprimante matricielle, d'origine est-allemande, à 100 caractères par seconde. Un processeur Intel 8080 épaulé par 4 kilooctets, extensibles à 16 ko, constituait le cœur. Le lecteur de cartes magnétiques intégré pouvait cohabiter avec deux lecteurs de disquettes 8 pouces, ainsi qu'un moniteur, chacun optionnel. 
- Sanco 2000 (1980)

Modèle d'entrée de gamme pour les petites entreprises, il était architecturé autour du processeur Z80 épaulé d'une mémoire vive de 32 ko extensible à 64 ko. L'ordinateur était muni de lecteurs de disquettes 5'1/4 de 80 à 160 ko, et d'un moniteur monochrome 9 pouces. L'ensemble était vendu 17 980 Francs hors taxes en 1980. 
- Sanco 7000 (1979-82)

Ordinateur assemblé autour du processeur Z80, il proposait une RAM de 32 ko extensible à 256 ko avec un disque dur de 2 à 80 Mo. Le moniteur de 12 pouces affichant du mode texte 25x80 intégrait deux lecteurs de disquettes 5 pouces ou un disque dur combiné à un lecteur de disquettes. Le clavier, qui constituait aussi l'unité centrale, pouvait se connecter à un lecteur de disquettes 8 pouces optionnel, ainsi qu'à une imprimante via une interface RS-232 ou Centronics. L'ordinateur offrait la possibilité d'une extension multiposte et réseau pour le modèle 7500. Livré avec l'interpréteur Basic 4.45 de Microsoft, il pouvait aussi recevoir le KBasic. Certaines versions furent commercialisées en Grande-Bretagne par Memory Computer. La machine s'est vendue à plus de 3 500 unités. 
- Sanco 8000 (1980-84)

Ordinateur construit autour d'un processeur Z80 cadencé à 4 MHz, avec une RAM de 64 ko extensible à 192 ko. Les modèles d'entrée de gamme possédaient deux lecteurs de disquette 5'1/4, de 400 ou 800 ko, tandis que les versions supérieures proposaient un disque dur de 5 à 10 Mo. L'ensemble s'intégrait dans une boîte unique comprenant le moniteur monochrome 12 pouces noir et vert, qui affichait du mode texte en 80 colonnes et 25 lignes. La machine tournait sous le système d'exploitation CP/M.
- Sanco TPC-8300 (1983)

Fabriqué au Japon par la société Alps, il s'agissait d'un ordinateur de poche à écran LCD à 2 lignes de 24 caractères et animé par le processeur NEC PD78C06 8-bits. Sa mémoire vive s'étendait de 6 à 14 ko grâce au module TCR80, pour une ROM de 18 ko. L'ordinateur tournait sous univers BASIC et pouvait se connecter à une interface (TP83) comprenant mini-imprimante et mini-cassette. Moins performant que le Sharp PC-1500, il ne rencontra qu'un succès très limité autant en France qu'en Europe.
- Sanco 9000 (1984)

Cette série très orientée réseau comportait un serveur, relié soit à de simples terminaux soit à des PC, jusqu'à 20 postes. Son système savait également gérer une vingtaine d'imprimantes et disposait de disques durs atteignant 380 Mo. L'ordinateur simple poste se présentait en trois modules : le moniteur, l'unité centrale fine et gracile comparativement à celle d'un IBM PC de la même époque, et le clavier. Bien que puissant, il fut peu à peu concurrencé par deux produits d'origine Sanyo ; le Sanyo 550 à intention familiale, puis le Sanyo 16 Plus — véritablement compatible PC — qui le détrôna en 1987 par son coût moindre.

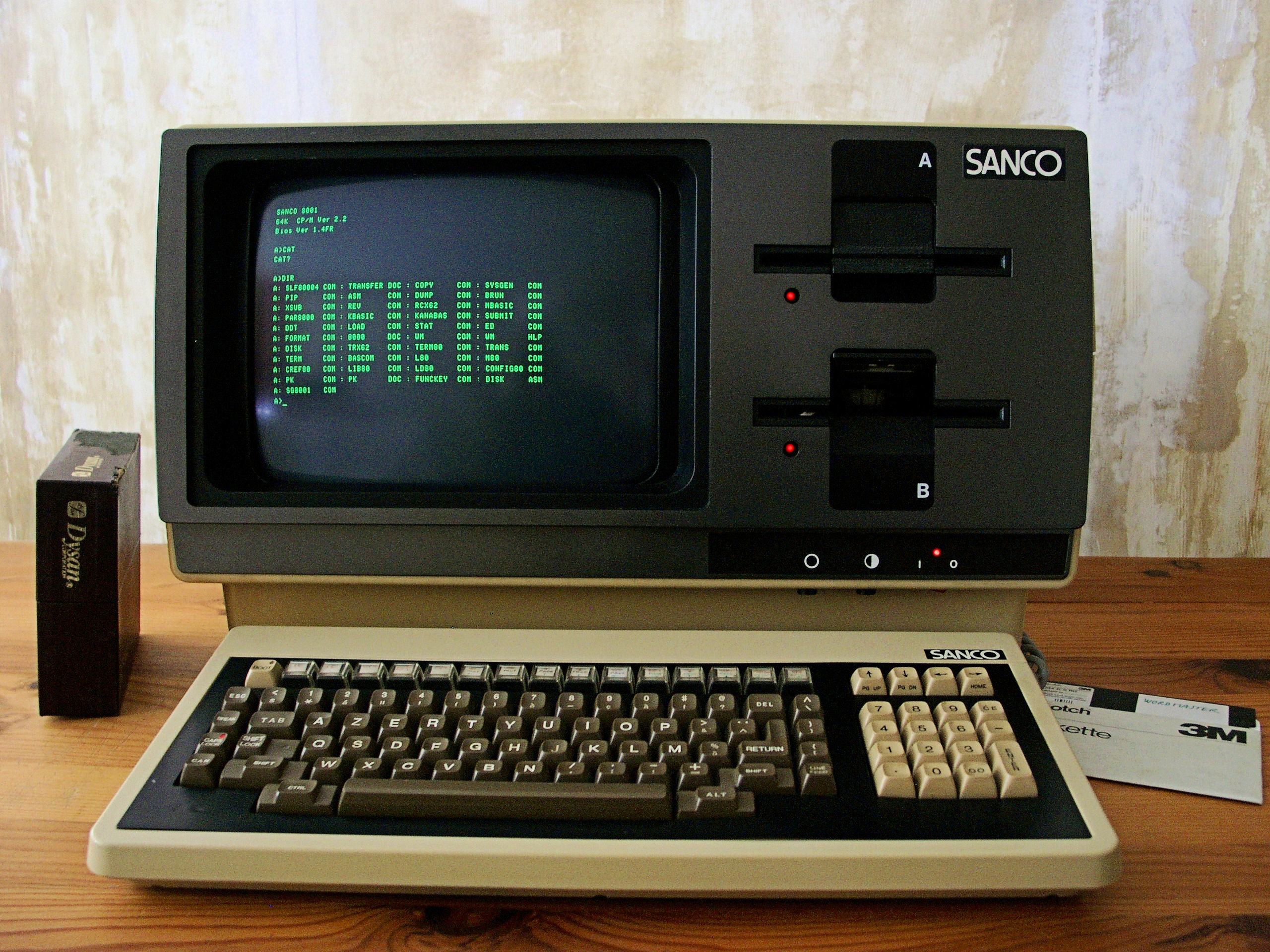
Sanco 8001 (1982)
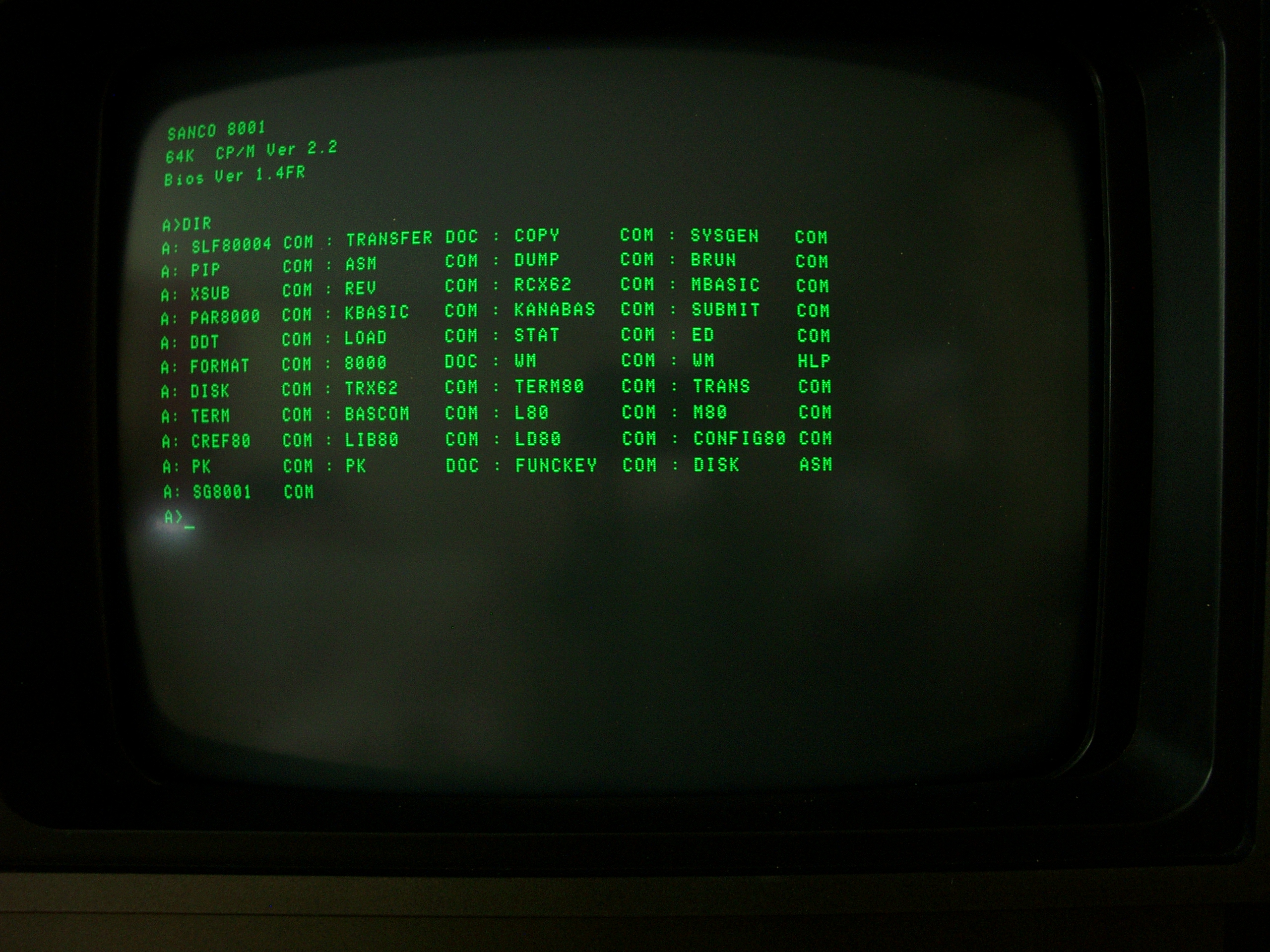
Écran du 8001, CP/M 2-2